# Гигант (телесериал, 2010)
Гигант (кор. 자이언트) — корейский драматический сериал с элементами боевика, выходил в эфир с 10 мая по 7 декабря 2010 года.

## Сюжет
Сериал начинается с того, как к президенту успешной строительной компании «Ханган Констракшн» Ли Ган Мо приходит одержимый жаждой мести его старый недруг — Чо Бир Ён, в своё время бывший влиятельным офицером и политиком, но потерявший всё из-за президента Ли. Между ними завязывается борьба, в которой Ли Ган Мо с лёгкостью побеждает престарелого противника, но отказывается его убивать, несмотря на просьбу того, вместо этого он предлагает ему покончить жизнь самоубийством. Вслед за этим эпизодом начинается основная часть сериала, происходящая на 30 лет ранее — в 1970 году. Она повествует о тяжёлой судьбе семьи Ли после того, как глава семьи попал в ловушку по вине своего лучшего друга, Хван Тхэ Сопа, и был убит Чо Бир Ёном. Матери с тремя детьми и грудным младенцем приходится бежать в Сеул, где она погибает от несчастного случая, а дети оказываются разделёнными друг от друга на несколько лет.

## В ролях
- Ли Бом Су[англ.] — Ли Ган Мо
  - Ё Джин Гу[англ.] — Ли Ган Мо в детстве
- Чон Бо Сок[англ.] — Чо Бир Ён
- Хван Джон Ым[англ.] — Ли Ми Джу, сестра Ли Ган Мо
  - Пак Ха Ён[кор.] — Ли Ми Джу в детстве
- Пак Сан Мин[англ.] — Ли Сон Мо, старший брат Ли Ган Мо
  - Ким Сухён — Ли Сун Мо в молодости
- Ли Док Хва[англ.] — Хван Тхэ Соп
- Пак Чин Хи[англ.] — Хван Джон Ён, дочь Хван Тхэ Сопа
  - Нам Джи Хён — Хван Джон Ён в детстве
- Чу Сан Ук[англ.] — Чо Мин У, сын Чо Бир Ёна
  - Но Ён Хак[англ.] — Чо Мин У в детстве
- Ким Со Хён — Ю Гён Ок, мать Хван Джон Ён
- Ли Мун Сик[англ.] — Пак Со Тхэ